# Paulo Garcés
Paulo Andrés Garcés Contreras (Coquimbo, 2 de agosto de 1984) é um futebolista chileno que joga como goleiro na Universidad de Chile.

## Carreira
Começou a carreira na base Universidad Católica, onde atuou na base do clube de 1999 a 2002. Estreou profissionalmente em 1 de novembro de 2003 em partida contra o contra Santiago Wanderers no estádio San Carlos de Apoquindo. No ano seguinte, foi emprestado ao Puerto Montt. Voltou em 2005 para a Universidad Católica, ficando até meados de 2007, quando foi novamente emprestado ao Puerto Montt. Foi emprestado ao Lobos BUAP do México em 2008. No mesmo ano, foi emprestado ao Everton. Em 2009, voltou novamente para a Universidad Católica, quando finalmente conseguiu se firmar como titular do gol da equipe. Pela Universidad Católica atuou em 82 partidas e tomou 81 gols e ganhou três títulos nacionais.
Causou surpresa ao acertar com a Universidad de Chile por quatro anos em 2011. Foi emprestado por 6 meses para a Unión La Calera, voltando para a la "U" ao fim do empréstimo.

## Seleção Chilena
Foi convocado pela primeira vez para a Seleção Chilena em 2011.

## Estatísticas
Até 24 de fevereiro de 2013.

### Clubes
| Clube                | Temporada         | Campeonato nacional | Campeonato nacional | Copa nacional[a] | Copa nacional[a] | Competições continentais[b] | Competições continentais[b] | Outros torneios[c] | Outros torneios[c] | Total | Total |
| Clube                | Temporada         | Jogos               | Gols                | Jogos            | Gols             | Jogos                       | Gols                        | Jogos              | Gols               | Jogos | Gols  |
| -------------------- | ----------------- | ------------------- | ------------------- | ---------------- | ---------------- | --------------------------- | --------------------------- | ------------------ | ------------------ | ----- | ----- |
| Universidad Católica | 2003              | 1                   | 0                   | 0                | 0                | 0                           | 0                           | —                  | —                  | 1     | 0     |
| Universidad Católica | 2004              | 0                   | 0                   | 0                | 0                | 0                           | 0                           | —                  | —                  | 0     | 0     |
| Universidad Católica | Total             | 1                   | 0                   | 0                | 0                | 0                           | 0                           | —                  | —                  | 1     | 0     |
| Puerto Montt         | 2004              | 18                  | 0                   | 0                | 0                | —                           | —                           | —                  | —                  | 18    | 0     |
| Puerto Montt         | Total             | 18                  | 0                   | 0                | 0                | —                           | —                           | —                  | —                  | 18    | 0     |
| Universidad Católica | 2005              | 1                   | 0                   | 0                | 0                | 0                           | 0                           | —                  | —                  | 1     | 0     |
| Universidad Católica | 2006              | 2                   | 0                   | 0                | 0                | 0                           | 0                           | —                  | —                  | 2     | 0     |
| Universidad Católica | 2007              | 0                   | 0                   | 0                | 0                | —                           | —                           | —                  | —                  | 0     | 0     |
| Universidad Católica | Total             | 3                   | 0                   | 0                | 0                | 0                           | 0                           | —                  | —                  | 3     | 0     |
| Puerto Montt         | 2007              | 13                  | 0                   | 0                | 0                | —                           | —                           | —                  | —                  | 13    | 0     |
| Puerto Montt         | Total             | 13                  | 0                   | 0                | 0                | —                           | —                           | —                  | —                  | 13    | 0     |
| Lobos BUAP           | 2007-08           | 0                   | 0                   | —                | —                | —                           | —                           | —                  | —                  | 0     | 0     |
| Lobos BUAP           | Total             | 0                   | 0                   | —                | —                | —                           | —                           | —                  | —                  | 0     | 0     |
| Everton              | 2008              | 6                   | 0                   | 0                | 0                | 0                           | 0                           | —                  | —                  | 6     | 0     |
| Everton              | Total             | 6                   | 0                   | 0                | 0                | 0                           | 0                           | —                  | —                  | 6     | 0     |
| Universidad Católica | 2009              | 28                  | 0                   | 0                | 0                | —                           | —                           | —                  | —                  | 28    | 0     |
| Universidad Católica | 2010              | 28                  | 0                   | 1                | 0                | 8                           | 0                           | —                  | —                  | 37    | 0     |
| Universidad Católica | 2011              | 6                   | 0                   | 0                | 0                | 7                           | 0                           | —                  | —                  | 13    | 0     |
| Universidad Católica | Total             | 62                  | 0                   | 1                | 0                | 15                          | 0                           | —                  | —                  | 78    | 0     |
| Universidad de Chile | 2011              | 0                   | 0                   | 0                | 0                | 0                           | 0                           | —                  | —                  | 0     | 0     |
| Universidad de Chile | Total             | 0                   | 0                   | 0                | 0                | 0                           | 0                           | —                  | —                  | 0     | 0     |
| Unión La Calera      | 2011              | 0                   | 0                   | 0                | 0                | —                           | —                           | —                  | —                  | 0     | 0     |
| Unión La Calera      | Total             | 0                   | 0                   | 0                | 0                | —                           | —                           | —                  | —                  | 0     | 0     |
| Universidad de Chile | 2012              | 0                   | 0                   | 0                | 0                | 0                           | 0                           | —                  | —                  | 0     | 0     |
| Universidad de Chile | Total             | 0                   | 0                   | 0                | 0                | 0                           | 0                           | —                  | —                  | 0     | 0     |
| Total na carreira    | Total na carreira | 103                 | 0                   | 1                | 0                | 15                          | 0                           | 0                  | 0                  | 119   | 0     |

- a. ^ Jogos da Copa Chile
- b. ^ Jogos da Copa Sul-Americana e Copa Libertadores
- c. ^ Jogos do Jogo amistoso

## Títulos
Universidad Católica
- Campeonato Chileno (Torneo Apertura): 2002
- Campeonato Chileno (Torneo Clausura): 2005
- Campeonato Chileno: 2010